# Ulli Jansen
Ulrich „Ulli“ Jansen (* 5. Juni 1931 in Krefeld; † 19. Juli 2006 ebenda) war ein deutscher Eishockeytorwart.

## Karriere

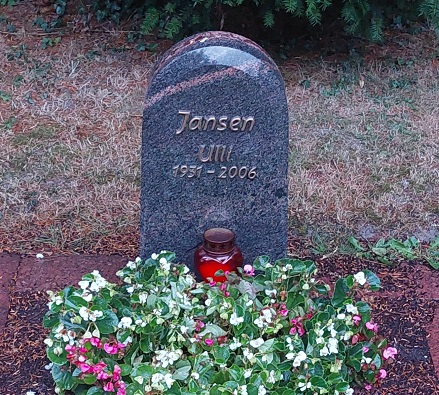
Grabstein von „Ulli“ Jansen in Krefeld

Ulli Jansen war eines der größten Idole im Krefelder Eishockey. In der Saison 1951/52 wurde er mit dem KEV Deutscher Meister.
Für die deutsche Eishockeynationalmannschaft nahm er an 71 Länderspielen teil, darunter drei Teilnahmen an Olympischen Spielen und vier an Weltmeisterschaften. Bei der Eishockey-Weltmeisterschaft 1954 in Stockholm wurde er als bester deutscher Spieler ausgezeichnet.
Höhepunkt seiner Karriere dürfte neben der Meisterschaft die Teilnahme an den Olympischen Spielen 1960 in Squaw Valley und die sich daran anschließenden Spielreisen der deutschen Nationalmannschaft um die Welt mit Auftritten in Japan, Hongkong, Hawaii und Thailand gewesen sein. Für seine Verdienste im Sport wurde er mit der Aufnahme in die Hockey Hall of Fame Deutschland geehrt. 
Der Augenoptikermeister führte er bis zu seinem Tod ein Fachgeschäft in Krefeld und blieb dem Krefelder Eishockeysport weiterhin verbunden.